# Barthélemy Labourey
Barthélemy Labourey est un criminel franc-comtois, connu, notamment, pour plusieurs crimes commis à Besançon, au tout début du XVIIe siècle. Il sera arrêté, avec ses complices , pour « meurtres inhumains, complots de voleries, avoir mangé du jambon en temps de carême, et autres crimes et délits. ».
Exécuté à Besançon le 12 mai 1618, au fil des générations, son histoire subit de profondes déformations, devenant une légende urbaine. Son nom deviendra l'appellation officieuse de la place de la Révolution.

## La légende
« Il était une fois, entre le bas de la rue des Granges et le
pont de Battant, un pâtissier qui faisait des pâtés si bons ,
mais si bons que l'on courait chez lui des quatre coins de la
ville . Comment réussissait-il à si bien faire ? C'était là son
secret, et personne ne parvenait à le deviner. Dans le même
temps, beaucoup de familles étaient désolées : il leur dispa
raissait des enfants sans qu'elles pussent savoir quel chemin
ils prenaient pour se perdre. Mais voilà qu'un beau jour, un
petit doigt d'enfant se montre dans l'intérieur d'un pâté pro
venant de la fameuse boutique. Horreur ! tout le secret du
misérable consistait à attirer chez lui les petits enfants par des
friandises, puis à les saigner et à fabriquer des pâtés avec
leur tendre chair. On sait encore l'emplacement du four où
se cuisait cette succulente et abominable marchandise. Comme
c'était justice, le pâtissier périt sur un échafaud dressé devant
sa maison ; celle-ci fut rasée, puis le sol labouré er semé de
sel. Voilà pourquoi l'on appelle labourée la place où était cette
maison maudite. »

— Auguste Castan. Lecture publique faite à la Société d'émulation du Doubs, le 14 décembre 1876.

## Appellations différentes
Ce personnage est abordé dans les différentes sources qui le traitent, sous des noms qui différent parfois. Ainsi on peut le trouver nommé :
- Barthélemy Labourey
- Barthélemy Labouré
- Bartolomey Labourey

## Biographie historique

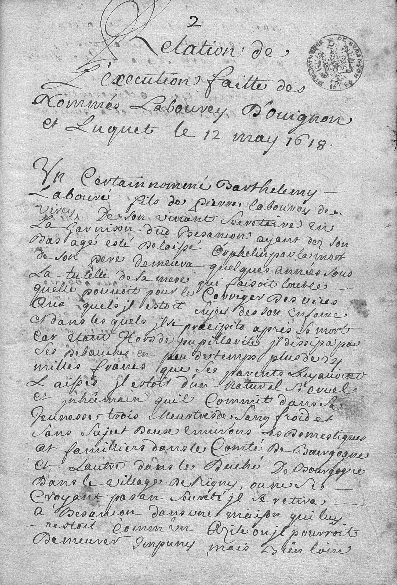
Relation de L’exécution faitte des Nommés Labourey D'ougnon et Luquet le 12 mai 1618. Source ancienne concernant l’exécution de Barthélemy Labourey.

Le Sommaire narré de l'exécution de Labouré, publié en 1838, ainsi que le texte : Relation de L’exécution faitte des Nommés Labourey D'ougnon et Luquet le 12 mai 1618, cacheté de 1694, dont il est tiré, sert de base aux sources historiques traitants le sujet. Toutefois les deux textes comportent quelques différences.

### Enfance et origine
La date de naissance de Barthélemy Labourey est inconnue. Probablement né à Virey, dans l'ancien Comté de Bourgogne,,, son père, secrétaire en garnison à Besançon, décède alors qu'il est très jeune. Il est alors élevé par sa mère, qui lui offre une bonne éducation. Toutefois, Barthélemy est décrit comme ayant, très jeune, un penchant pour le vice. Il hérite de son père, environ 25 000 francs,. Fortune qu'il ne tarde pas à dissiper,.
Pour échapper à la justice, après plusieurs meurtres, commis dans les environs, il fuit vers la ville libre d'Empire de Besançon,. Besançon, cité-état qui s'administre elle-même depuis 1290, s'avère être le refuge de nombreux criminels,. Gaston Coindre mentionne qu'a son arrivée, il déjà trois meurtres à son actif.

### Arrivée à Besançon, nouveaux crimes

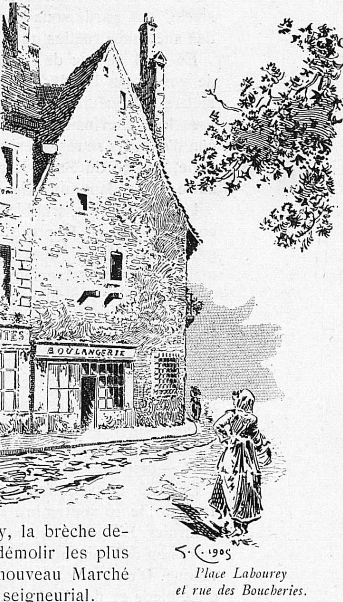
Place de la révolution, dite place Labourey, et rue des Boucheries. Illustration de Gaston Coindre datée de 1905, publié en 1910 dans son ouvrage, Mon vieux Besançon.

Barthélemy Labourey s'installe place du vieux marché, au sein d'une propriété, reste de son hoirie paternelle. Il fait alors la connaissance d'un certain Ferjeux Lucquet,, originaire de L'Isle-sur-le-Doubs, ainsi que d'un dénommé Dougnon,. D'après Joseph Rossignot, il se prénomme Thierry.
Projetant, d'assassiner son beau-père,,, il se rapproche aussi d'un certain Braillon, qui pratique la sorcellerie. Braillon fabriquera une image de cire à l'effigie du beau-père de Labourey et s'adressera à un prêtre, afin qu'il la Bénisse. Ce dernier sera assassiné à la suite de son refus.

### Printemps 1618: meurtres du jeune Coulon et d’Étienne Meneguin
Barthélemy Labourey a un jeune domestique,, nommé  Coulon,- Antoine, selon Castan-, et ayant connaissance de plusieurs crimes; ainsi que de plusieurs de leurs plans. Après l'avoir ligoté, ils l’assommèrent à coup de hache avant de l'égorger à l'aide d'un couteau,,, le 29 mars 1618 . Ligoté à une mèche d'arquebuseet attaché à un marteau en ferd'un poids de 25 livres, le corps du jeune garçon, est jeté dans la rivière du Doubs, depuis le pont Battant,,.

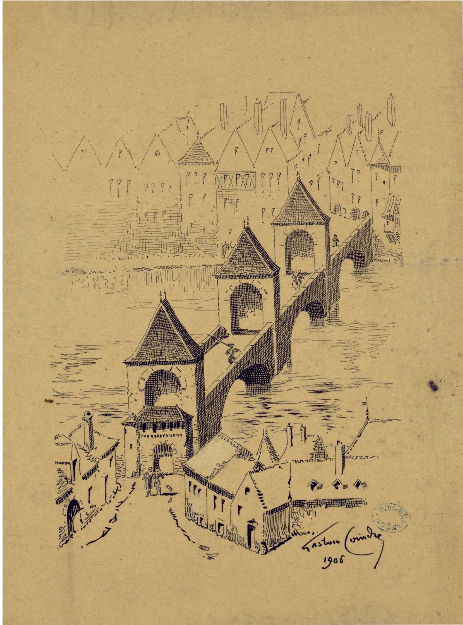
Pont Battant dessiné par Gaston Coindre, d’après le plan Chifflet de 1618. Datée de 1906, l'illustration est publié en 1910 dans son ouvrage, Mon vieux Besançon.

Le soir même, Dougnon vole les bourses de deux jeunes femmes pour le compte de Labourey. Les trois complices décident aussi de se rendre à une prochaine foire pour y assassiner plusieurs bouchers, afin de les délester de leur argent.
Ultérieurement, ils tuèrent un mendiant pour le voler,,. Un certain Étienne Meneguin. Bonaventure Perron, un voisin qui hébergeait parfois Meneguin, inquiet de sa disparition, demandera à Labourey ce qu'il était devenu. C'est ce dernier crime qui mit la justice en éveil.

### Arrestation

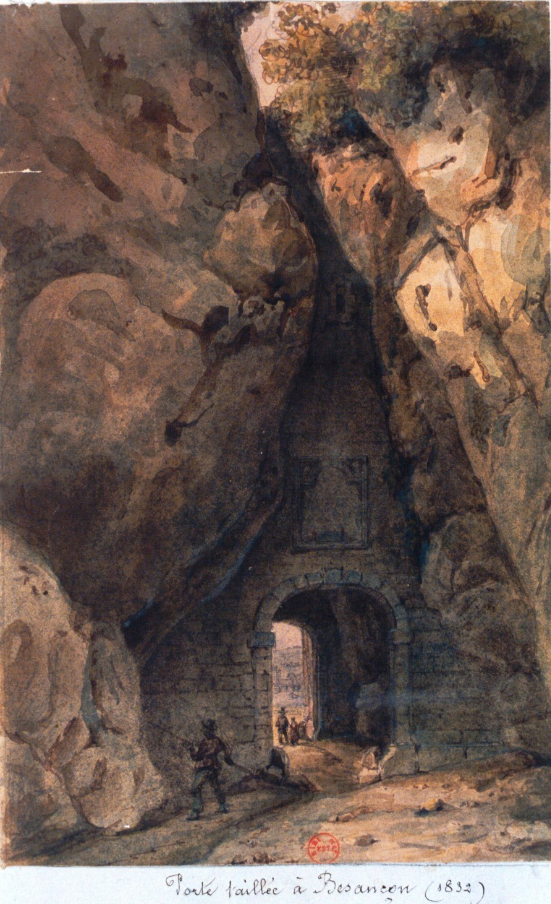
Porte taillée à Besançon, aquarelle sur papier chamois, Hippolyte Destailleur, 1832

Le cadavre du mendiant fut retrouvé au domicile de Labourey, caché sous une paillasse.
Barthélemy Labourey est arrêté par Jean-Baptiste Valimber, syndic de la cité, près de la porte taillée, alors qu'il tentait de fuir la ville avec ses complices,. Lucquet se lancera dans un duel à l'épée contre Valimber, avant d'être maitrisé par la garde de la ville.
Les suspects avouent leurs crimes et le corps du jeune Coulon est retrouvé,. Labourey ajoute qu'il projetait assassiner des étrangers de passages et avoir mangé de la viande durant la période du carême.

### 10 et 11 mai 1618: procès et condamnation
Arrêtés pour « meurtres inhumains, complots de voleries, avoir mangé du jambon en temps de carême, et autres crimes et délits. », leurs procès est ouvert le jeudi 10 mai 1618. Ils sont incarcérés dans trois prisons différentes; Labourey à la prison du vicomté, Dougnon à la régalie et Lucquet à la mairie.

La sentence du 11 mai,condamne Dougnon ainsi que Labourey, à être assommé et égorgé, devant la maison de ce dernier, avec les armes ayant servi au crime du jeune Coulon. Puis, à être découpés chacun en quatre morceaux, accrochés le long de plusieurs chemins, ainsi que près des portes de la cité ; Le tout après avoir été soumis à la question, devant l'église Saint-Pierre,,.

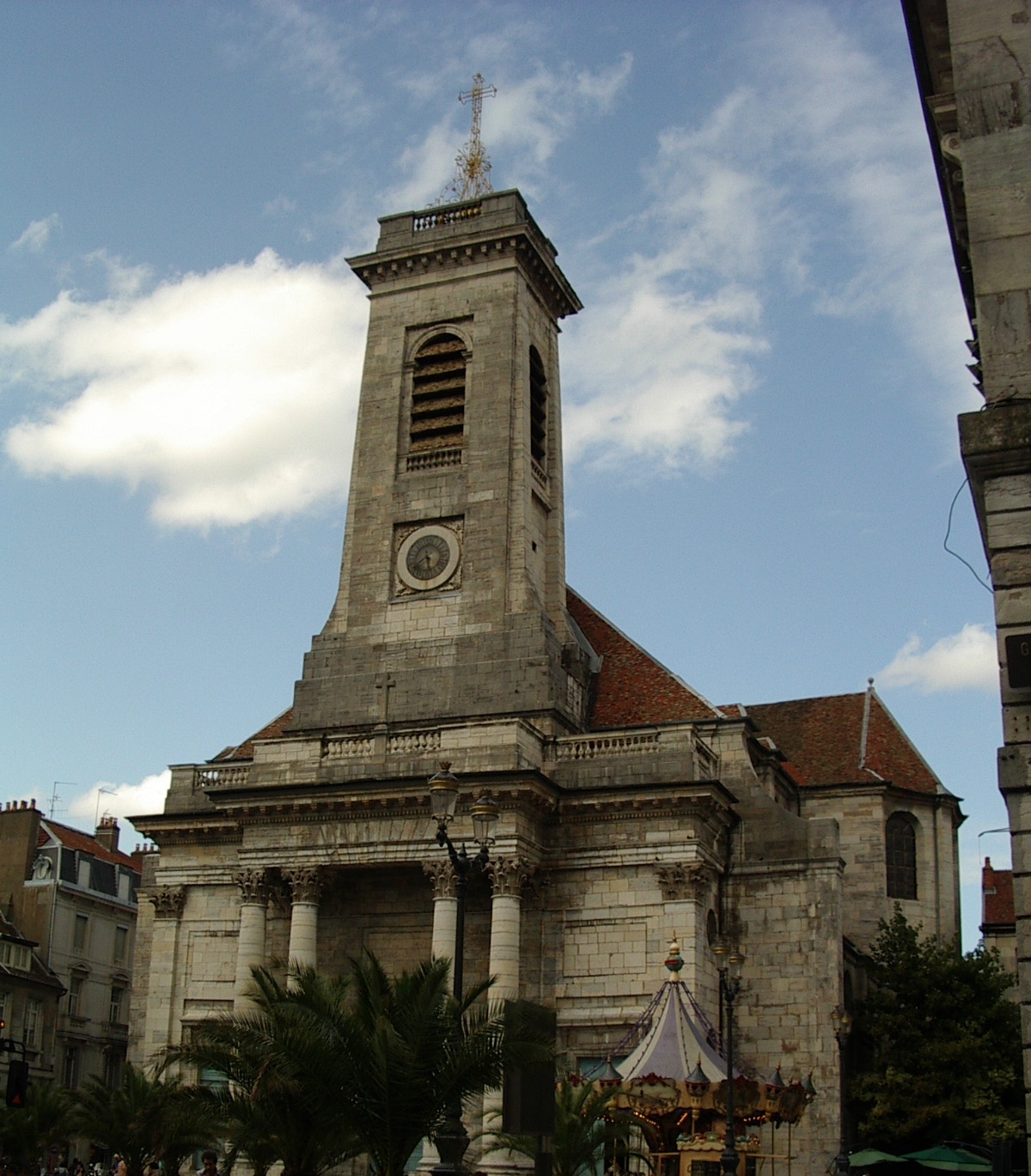
C'est devant l'église Sain-Pierre que Bathélemy Labourey et Dougnon, son complice, sont soumis à la question.

Toutefois, Ferjeux Lucquet, considéré comme moins coupable que ses complices, est condamné à la potence,,,. Bien que torturé lui aussi, il ne sera pas soumis à la question,,,.

### 12 mai 1618: l’exécution
L’exécution a lieu le 12 mai 1618,. Dans un premier temps, les charpentiers censés construire l'échafaud, refusent d'ériger la structure. Ils s'y résignent après avoir été menacés de châtiments corporels ainsi que d’exil. L'échafaud est alors dressé sur la place du vieux marché, face à la maison de Barthélemy Labourey, et les trois individus exécutés suivant leurs jugements 
Par décision de justice, la maison de Barthélemy Labourey sera rasée,,,. Divers antiquités qu'il possédait y seront retrouvées.

## Postérité et déformations

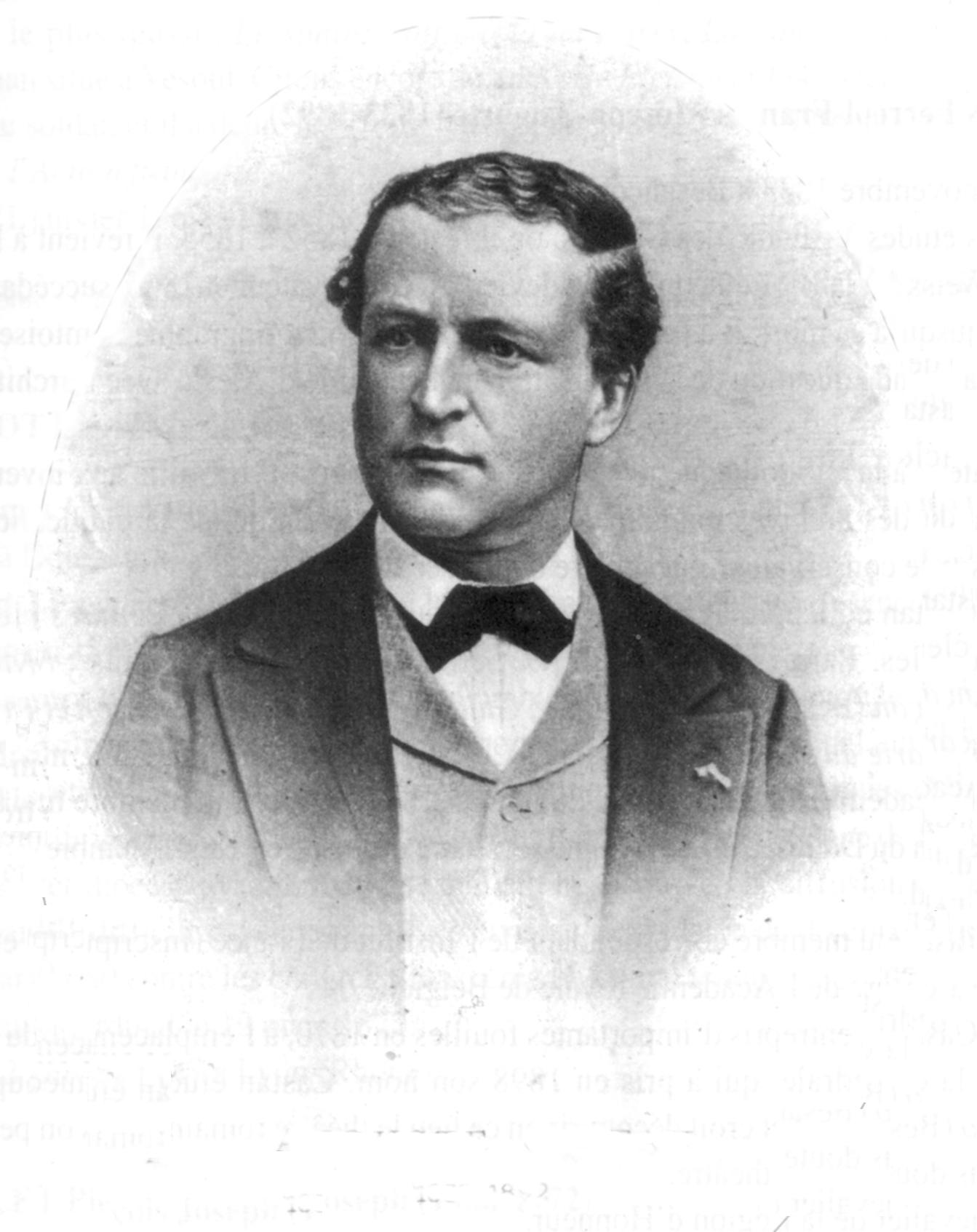
Auguste Castan, président de la société d'émulation de Doubs, tentera, comme d'autres, de démêler la légende des faits historique

Auguste Castan suppose que c'est le meurtre du jeune Coulon et la consommation de jambon lors du carême qui choqua le plus les Bisontins, si bien qu'au fil du temps, « le jambon et la chair fraiche y devinrent pâtés » ; La boutique aurait été inventée afin de « les mettre rétrospectivement en vente. ».

Il rappelle que la destruction d'une seule maison n'aurait pu permettre un élargissement conséquent de la place, et qu'elle eut lieu dans le contexte d'un projet d'agrandissement de quatre ans antérieur à l’exécution de Labourey. Il ajoute que c'est l’acquisition, au fil des années, des possessions de l'hôtel Gauthiot d'Ancier qui permit réellement l'élargissement. La propriété de Labourey n'y ayant que très faiblement participé.

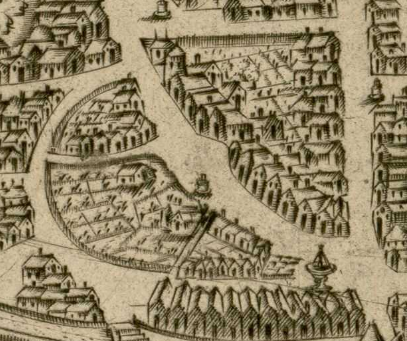
La destruction d'une maison n'aurait pu, à elle seule permettre la création d'une place publique.

En 1898, le journaliste J.-M. Gros, dans le quotidien La Lanterne, questionne la pertinence de débaptiser la place ; « [...] Quel nom remplacera le sien ? Celui d'un capitaine de la même époque. [...] et Labourey pourrait bien, à tout prendre, n'être qu'un saint à cote de lui. ».
Toutefois, à l'instar de Castan, Gaston Cointre dans Mon vieux Besançon, puis, plus tard, Éveline Toillon, rappelleront que, bien que populaire, l'appellation de place Labourey ne fut jamais officielle. Coindre ajoute que, dès 1692, la place est désignée, y compris dans les actes publics, indifféremment sous les noms de place Neuve et place Labourey.

## Légendes similaires
- À Dijon, il existe une maison médiévale dite « maison sans toit ». La légende veut que son toit aurait été abattu car son propriétaire Jehan Carquelin - ou Craquelin selon les sources -, un pâtissier du Moyen Âge, aurait assassiné des enfants dans le but de confectionner des pâtés avec leur chair. Il aurait été exécuté pour ses crimes à quelques pas de sa maison, sur l'actuelle place Émile Zola[10].

- À Paris, L'affaire de la rue des Marmousets, est un fait divers criminel qui aurait eu lieu au XVe siècle et dans lequel un pâtissier et un barbier se seraient adonnés à un commerce de pâtés à base de chair humaine[11].